# Pedro Osório (actor)
Pedro Osorio (Petrópolis / Río de Janeiro, 1975) es un actor brasilero

## Biografía
Pedro Osorio nació en la ciudad de Petrópolis, Río de Janeiro, el 14 de julio de 1975. Se graduó de la Casa de Orange Artes (CAL), tiene la carrera más de diez años como actor siendo nominado a mejor actor en premio Shell para el espectáculo "Trainspotting". Fue dirigido, durante ese tiempo, los directores importantes como Anthony Gilbert, Gerald Thomas, Guilherme Leme y Naum Alves de Souza, entre otros.

## Teatro
- 2000- Fausto Gastrônomo, Richard Schechner, dirigida por Luiz Furlanetto
- 2001- Trainspotting, Harry Gibson, dirigida por Luiz Furlanetto
- 2002- Laranja Mecânica, de Anthony Bourges, dirigido por Paulo Afonso Lima
- 2003- Dia do Redentor, de Bosco Brasil, dirigida por Ariel Goldmann
- 2004- Indecência Clamorosa, de Moises Kaufman, dirigida por Jacqueline Laurence
- 2004- Pequenas Raposas, de Lilian Hellmann, dirigida por Naum Alves de Souza
- 2005- Circo de Rins e Fígado, escrita y dirigida por Gerald Thomas
- 2006- Werther, de Goethe, dirigida por Antonio Gilberto
- 2009- María Stuart, de Schiller, dirigida por Antonio Gilberto
- 2009- Laranja Azul, Joe Penhall, dirigida por Guilherme Leme
- 2010- A forma das coisas, de Neil Labute, dirigido por Guilherme Leme
- 2011- Um Número, Caryl Churchill, dirigida por Peter Neschling

## Televisión
- 2012- Carrossel - Alberto Cavalieri